# Raúl Eduardo Vela Chiriboga

Raúl Eduardo kardinál Vela Chiriboga (1. ledna 1934 Riobamb, Ekvádor - 15. listopadu 2020, Quito) byl ekvádorský římskokatolický kněz, emeritní arcibiskup Quita, kardinál.
Kněžské svěcení přijal 28. července 1957 a byl inkardinovaný do diecéze Riobamba. Dne 20. dubna 1972 ho papež Pavel VI. jmenoval pomocným biskupem v diecézi Guayaquil, biskupské svěcení mu udělil kardinál Pablo Muñoz Vega, tehdejší arcibiskup Quita. O tři roky později, 29. dubna 1975 byl jmenovaný sídelním biskupem v diecézi. Dne 8. července 1989 se stal vojenským biskupem ekvádorské armády, na tuto funkci rezignoval 7. března 1998.
21. března 2003 ho papež Jan Pavel II. jmenoval arcibiskupem Quita. Po dovršení 75 let požádal o uvolnění z funkce. Papež Benedikt XVI. jeho rezignaci přijal 11. září 2010, jeho nástupcem se stal arcibiskup Fausto Gabriel Trávez Trávez.
Dne 20. října 2010 byla ohlášena jeho kardinálská nominace. Kardinálské insignie převzal na konsistoři 20. listopadu téhož roku.